# VDL Groep
VDL Groep is een internationaal industrieel familiebedrijf dat zich toelegt op de ontwikkeling, productie en verkoop van industriële producten, van onderdelen tot halffabricaten en eindproducten als autobussen en  personenauto's. De naam VDL is afgeleid van Van der Leegte, de familienaam van de oprichter. Het hoofdkantoor is gevestigd in Eindhoven. VDL Groep is een bundeling van vooral metaalbewerkingsbedrijven met ieder een eigen specialisme, gegroepeerd in vijf hoofdactiviteiten en bestaat anno 2024 uit 107 werkmaatschappijen verspreid over 20 landen met meer dan 16.000 medewerkers.

## Geschiedenis
De basis van VDL Groep werd in 1953 gelegd door Pieter van der Leegte senior met de oprichting van Metaalindustrie en Constructiewerkplaats P. van der Leegte. De eerste klanten waren Philips, de voormalige werkgever van Pieter van der Leegte, en DAF Trucks. De werkzaamheden van de eerste vijf medewerkers bestonden uit draaien, frezen en boren, met daarnaast stamp-, las- en soldeerwerk in series.
In het begin van de jaren 60 begon men met de ontwikkeling van eigen producten: wasmachines en oliekachels. In 1962 werd besloten, naar aanleiding van een grote order voor kettingkasten voor Honda-bromfietsen, naar Hapert te verhuizen. In plaats van de verwachte tienduizenden stuks, worden het er slechts tweehonderd. Het model slaat bij de jeugd niet aan. Vervolgens werden er nieuwe eindproducten op de markt gebracht: roestvrijstalen huishoudelijke artikelen zoals bedkruiken, eierdopjes en botervlootjes.
De toen 19-jarige HTS-student Wim van der Leegte, oudste zoon van Pieter, ging in 1966 als stagiair HTS-Werktuigbouwkunde bij het bedrijf aan de slag. Vader zit overwerkt thuis en Wim heeft al snel de leiding in handen. Van der Leegte was zes jaar in het bedrijf werkzaam toen hij alle aandelen overnam. De dan 25-jarige staat aan het begin van een loopbaan als succesvol ondernemer. Zijn studie rondde hij uiteindelijk 38 jaar later af, in 2004.
Onder zijn leiding ging het bedrijf zich vanaf 1976 weer concentreren op toeleveringen. Bovendien werd er een open overlegstructuur en vlakke organisatiestructuur ingevoerd. Het bedrijf liep goed, vanaf 1979 volgden verschillende bedrijfsovernames. In 1993 maakte het failliet verklaarde DAF Bus International een doorstart onder de VDL Groep. Met de overname van deze buschassisbouwer deed de onderneming haar intrede in de bussenwereld. Er volgden twee grote overnames in de bussector: in 1998 wordt de Berkhof Jonckheere Groep overgenomen en in 2003 BOVA. O
In 2006 werd Philips Enabling Technologies Group overgenomen, de grootste overname in de geschiedenis van de VDL Groep.  Het Philips-onderdeel behaalde in 2005 een omzet van 231 miljoen euro en telde 1650 werknemers, van wie er ongeveer 1100 werkten in Eindhoven en Almelo.
Op 1 oktober 2012 maakte VDL Groep de overname van NedCar te Born bekend. De effectieve overdracht van de aandelen van Mitsubishi Motors aan VDL Groep heeft op 14 december 2012 plaatsgevonden. Met deze overname versterkt VDL Groep haar positie op de internationale automotive markt. Per 1 januari 2013 wordt NedCar een onafhankelijk autoproducent en zal onder de naam VDL NedCar in opdracht van derden auto’s gaan produceren. De eerste klant van VDL NedCar wordt BMW, waarmee de overeenkomsten ook zijn getekend. Na het ombouwen van de productielijnen, wordt vanaf de tweede helft van 2014 bij VDL NedCar de Mini geproduceerd.
Op 1 november 2016 volgt Willem van der Leegte zijn vader, Wim van der Leegte, op als bedrijfsleider van de VDL Groep. Op 19 november 2023 overleed Wim van der Leegte, hij werd 76 jaar.

## Activiteiten
De rode draad is metaalbewerking, maar tegelijkertijd is dat begrip te beperkt. Het productengamma strekt zich uit van onderdelen voor de chip-fabricage, de inrichting van gerobotiseerde lasstraten voor autofabrieken en complete autobussen tot zonnebanken, dakkoffers en bewegwijzeringsborden voor het verkeer. Met de zonnebanken staat men op de derde plaats van de wereldranglijst, met de dakkoffers op de tweede.
De activiteiten van VDL Groep zijn onder te verdelen in vier divisies:
- Toeleveringen: metaalbewerking, mechatronische systemen en modulebouw, kunststofverwerking, oppervlaktebehandeling en assemblage van personenauto's.
- Autoassemblage: per 14 december 2012 heeft VDL Groep de aandelen van autofabriek NedCar te Born overgenomen. Het bedrijf kreeg na de overname de naam VDL NedCar.
- Bussen: onder de naam VDL Bus & Coach handelt men in touringcars, openbaarvervoersbussen, mini- & midibussen, chassis modules en gebruikte bussen. VDL is sinds 2003 de enige bussenbouwer in Nederland.
- Eindproducten: veersystemen voor de automotive industrie, warmte-, koel- en luchttechnische installaties, productieautomatiseringssystemen, installaties voor olie-, gas- en petrochemische industrie, zonnebanken en dakkoffers, systemen voor de agrarische sector, sigaren- en verpakkingsmachines, containerhandlingsystemen, componenten voor bulkhandeling en afzuiginstallaties en systemen voor explosie- en brandbeveiliging.

### Resultaten
In de onderstaande tabel staan de resultaten en aantal medewerkers van de VDL Groep sinds 2007. De sterke stijging van het aantal medewerkers in 2012 was het gevolg van de overname van NedCar. De sterke omzetgroei in 2014 kwam vooral van divisie autoassemblage. VDL NedCar heeft in 2014 voor 775 miljoen euro bijgedragen aan de omzet, ten opzichte van 120 miljoen euro in 2013. In 2014 zijn er bij VDL NedCar 29.196 auto’s geproduceerd. In 2017 verdubbelde het aantal afgeleverde auto's naar 168.989 stuks en kwam de bijdrage van de autoverkopen aan de totale omzet boven de 50% uit. In 2018 steeg de omzet van de divisie Autoassemblage met 28% naar 3,65 miljard euro en er werden ruim 200.000 auto’s gemaakt. Het nettoresultaat steeg fors in 2021 vooral door een schikking met BMW omdat die het productiecontract hebben opgezegd. In 2022 steeg de nettowinst verder naar 298 miljoen euro, waarvan 176 miljoen euro uit de gewone bedrijfsuitoefening en het aandeel incidenteel in de nettowinst was 121 miljoen euro. In 2023 was de winst exclusief buitengewone posten 147 miljoen euro.
| Jaar | Omzet          | Nettoresultaat | Medewerkers | Autoproductie |
| ---- | -------------- | -------------- | ----------- | ------------- |
| 2007 | € 1773 miljoen | € 90 miljoen   | 7.490       |               |
| 2008 | € 1721 miljoen | € 54 miljoen   | 7.100       |               |
| 2009 | € 1306 miljoen | € 18 miljoen   | 6.113       |               |
| 2010 | € 1472 miljoen | € 77 miljoen   | 7.126       |               |
| 2011 | € 1719 miljoen | € 66 miljoen   | 7.135       |               |
| 2012 | € 1756 miljoen | € 57 miljoen   | 8.757       |               |
| 2013 | € 1812 miljoen | € 98 miljoen   | 9.216       |               |
| 2014 | € 2546 miljoen | € 104 miljoen  | 10.303      | 29.196        |
| 2015 | € 2659 miljoen | € 125 miljoen  | 10.623      | 57.019        |
| 2016 | € 3208 miljoen | € 149 miljoen  | 13.356      | 87.609        |
| 2017 | € 5049 miljoen | € 153 miljoen  | 16.137      | 168.969       |
| 2018 | € 5973 miljoen | € 178 miljoen  | 16.854      | 211.660       |
| 2019 | € 5780 miljoen | € 156 miljoen  | 15.734      | 174.097       |
| 2020 | € 4686 miljoen | € 97 miljoen   | 15.464      | 125.666       |
| 2021 | € 4955 miljoen | € 225 miljoen  | 15.645      | 105.214       |
| 2022 | € 5752 miljoen | € 298 miljoen  | 16.585      | 101.672       |
| 2023 | € 6354 miljoen | € 82 miljoen   |             | 120.235       |

### Werkmaatschappijen
VDL Groep omvat(te) de volgende bedrijven, naar jaar van overname:

#### Nederland
- 1953 VD Leegte Metaal; metaalbewerking; Hapert
- 1978 VDL Gereedschapmakerij; metaalbewerking; Hapert
- 1979 VDL TIM Hapert; metaalbewerking; Hapert
- 1981 VDL VDS Technische Industrie; metaalbewerking; Hapert
- 1983 VDL Laktechniek; oppervlaktebehandeling; Eindhoven
- 1989 VDL Agrotech; systemen voor de agrarische sector; Eindhoven
- 1989 VDL Technics; metaalbewerking; Boxtel
- 1989 VDL Kunststoffen; kunststofverwerking; Heeze (2018: verhuisd naar Nederweert)
- 1990 VDL Nederland; ondersteuning P&O, administratie, communicatie, IT; Eindhoven
- 1990 VDL HMI; metaalbewerking; Helmond
- 1991 VDL NSA Metaal; metaalbewerking; Veldhoven
- 1991 VDL Apparatenbouw; mechatronische systemen en modulebouw; Eersel
- 1992 VDL MPC; mechanische componenten, modulebouw; Amersfoort
- 1993 VDL Parree; kunststofverwerking; Sevenum
- 1993 VDL Staalservice; metaalbewerking; Weert
- 1993 VDL Bus Chassis; chassis modules; Eindhoven
- 1995 VDL Lasindustrie; metaalbewerking; Eindhoven
- 1995 VDL RPI Metaal; metaalbewerking; H.I. Ambacht
- 1995 VDL Steelweld; productieautomatiseringsystemen; Breda
- 1996 VDL Hapro; zonnebanken en dakkoffers; Kapelle
- 1998 VDL Klima; warmte-, koel- en luchttechnische installaties; Eindhoven
- 1998 VDL Systems; metaalbewerking; Uden
- 1998 VDL Bus Modules; bussen; Valkenswaard
- 1998 VDL Bus Heerenveen; bussen; Heerenveen
- 1998 VDL Postma; metaalbewerking; Heerenveen
- 1998 VDL Bus Venlo; mini- & midibussen; Venlo
- 1999 VDL Containersystemen; containerhandlingsystemen en spreaders; Hapert
- 2001 VDL Weweler; veersystemen voor de trucks, trailers en bussen; Apeldoorn
- 2003 VDL PMB-UVA International; sigaren- en verpakkingsmachines; Eindhoven
- 2003 VDL Bus Valkenswaard; bussen; Valkenswaard
- 2003 VDL Busland; onderhoud en reparatie bussen; Eindhoven
- 2004 VDL Industrial Modules; mechatronische systemen en modulebouw; Helmond
- 2005 VDL Konings; metaalbewerking en onderdelen voor medische systemen; Swalmen
- 2005 VDL Wientjes Roden; kunststofverwerking; Roden
- 2005 VDL Wientjes Emmen; kunststofverwerking; Emmen
- 2005 VDL Bus Center; gebruikte bussen; Veldhoven
- 2006 VDL Parts; onderdelen voor bussen; Veldhoven
- 2006 VDL Services; onderhoud; Hapert
- 2006 VDL Enabling Technologies Group Eindhoven; mechatronische systemen en modulebouw; Eindhoven
- 2006 VDL ETG Research; mechatronische systemen en modulebouw; Eindhoven
- 2006 VDL ETG Projects; mechatronische systemen en modulebouw; Eindhoven
- 2006 VDL Enabling Technologies Group Almelo; mechatronische systemen en modulebouw;Almelo
- 2007 VDL Industrial Products; explosiebeveiliging en bulkhandling; Eindhoven
- 2007 VDL Bus & Coach; hoofdkantoor bussen; Valkenswaard
- 2007 VDL Bus & Coach Nederland; verkoop bussen Nederland; Valkenswaard
- 2008 VDL Network Supplies; onderdelen voor aanleg netwerken; Hapert
- 2011 VDL Fibertech Industries; kunststofverwerking; Hapert
- 2012 VDL NedCar; assemblage personenauto's; Born
- 2013 VDL ETG Technology & Development; Eindhoven
- 2014 VDL Translift; containertransport- en inzamelsystemen; Dronten
- 2014 VDL Bus & Coach Service Brabant en Limburg; service voor bussen; Valkenswaard
- 2015 VDL GL Precision; mechatronische systemen en modulebouw; Eindhoven
- 2015 VDL Enabling Transport Solutions; R&D voor transport gerelateerde activiteiten; Valkenswaard
- 2016 VDL Automated Vehicles; automatisch geleide voertuigen; Breda en Hapert
- 2017 VDL Castings Weert; ijzergieterij; Weert
- 2017 VDL Castings Heerlen; ijzergieterij; Hoensbroek
- 2017 VDL Mast Solutions; productie van masten; Oss
- 2017 VDL AEC Maritime; scrubbers; Eindhoven
- 2018 VDL Energy Systems; productie van gasturbines en compressoren; Hengelo
- 2020 Jansen Poultry Equipment; producent van hoogwaardige pluimvee systemen; Barneveld
- 2021 TBP electronics BV; producent van hoogwaardige elektronica; Dirksland

#### België
- 1986 VDL Belgium; metaalbewerking; Aalst
- 1998 VDL Klima Belgium; warmte-, koel- en luchttechnische installaties; Hamont (Hamont-Achel)
- 1998 VDL Bus Roeselare; bussen; Roeselare
- 1999 VDL Holding Belgium; ondersteuning P&O en administratie; Aartselaar
- 2000 VDL KTI; installaties voor olie-, gas- en petrochemische industrie; Mol
- 2001 VDL Weweler-Colaert; veersystemen voor de automotive sector; Poperinge
- 2008 VDL Bus & Coach Belgium; verkoop bussen België; Roeselare
- 2011 VDL Fibertech Belgium; kunststofverwerking; Lokeren

#### Overig
- 1995 VDL Steelweld UK; productieautomatiseringssystemen; Barford, Warwickshire (UK)
- 1995 VDL Rotech; metaalbewerking; Arad (RO)
- 1997 VDL Steelweld GmbH; productieautomatiseringssystemen; Köln (DE)
- 1998 VDL Klima France; warmte-, koel- en luchttechnische installaties; Lille (FR)
- 1998-2014 Advanced Public Transport Systems (APTS); Helmond, transportsysteem onder de naam Phileas
- 2000 VDL Containersysteme; containersystemen en spreaders; Varel (DE)
- 2001 Truck & Trailer Industry; verkoop veersystemen; Oslo (NO)
- 2003 VDL Delmas; warmte-, koel- en luchttechnische installaties; Berlijn (DE)
- 2003 VDL USA; verkoop VDL producten; Richmond (USA)
- 2003 VDL Bus & Coach France; verkoop bussen; Goussainville (FR)
- 2003 VDL Bus & Coach Italia; verkoop bussen; Spilamberto (IT)
- 2003 VDL Bus & Coach Polska; verkoop bussen; Kościelec (PL)
- 2003 VDL Bus & Coach Deutschland; verkoop bussen; Büren (DE)
- 2003 VDL Bus & Coach Suisse; verkoop bussen; Brügg (CH)
- 2003 VDL Bus & Coach Norge; verkoop bussen; Oslo (NO)
- 2005 VDL Coach & Bus Center; gebruikte bussen; Büren (DE)
- 2005 VDL Bus & Car; gebruikte bussen; Goussainville (FR)
- 2006 VDL Enabling Technologies Group (Singapore) (SG); mechatronische systemen en modulebouw; Singapore
- 2006 VDL Enabling Technologies Group of Suzhou; mechatronische systemen en modulebouw; Suzhou (CN)
- 2008 VDL Bus & Coach Czech Republic; verkoop bussen; Praag (CZ)
- 2008 VDL Bus & Coach South Africa; verkoop bussen; Johannesburg (ZA)
- 2010 VDL Bus & Coach Serbia; verkoop bussen; Belgrado
- 2010 VDL Middle East; Verenigde Arabische Emiraten; Dubai (VAE)
- 2014 VDL Steelweld Sweden; productieautomatiseringssystemen; Torslanda (SE)
- 2015 VDL Enabling Technologies Group Switzerland
- 2015 VDL Steelweld Suzhou; productieautomatiseringssystemen; Suzhou (CN)
- 2016 VDL Steelweld USA; productieautomatiseringssystemen; Detroit (USA)
- 2017 VDL Bus & Coach España: verkoop bussen; Madrid (ES)
- 2018 VDL Industries Gainesville USA; Georgia (USA)

## VDL Groep in de sport
De VDL Groep ondersteunt diverse sportverenigingen en -projecten. Met in het bijzonder regionale verenigingen in de omgeving van Eindhoven. Het bedrijf richt zich met name op voetbal, hardlopen, hockey, wielrennen en de paardensport. Het motto van het bedrijf, Kracht Door Samenwerking, is typerend voor de nauwe betrokkenheid bij de verschillende verenigingen. 
Enkele voorbeelden zijn:
- PSV, Sinds 1995 beschikt VDL Groep over een Business Room in het Philips Stadion en sinds 1998 is het bedrijf subsponsor van PSV.

- FC Eindhoven, VDL Groep is hoofdsponsor van FC Eindhoven, sinds 2006 prijkt het logo van het bedrijf op het shirt van de Eindhovense voetbalclub. Oud voetballer Tom van der Leegte, teammanager bij Eindhoven, is de broer van Bas van der Leegte die in de directie bij VDL zit.

- VV Hapert, de wortels van VDL Groep liggen in Hapert. Als hoofdsponsor van de plaatselijke voetbalvereniging wist de club in de jaren 80 reeks van jaren mee te doen in de top van het amateurvoetbal.